# Pentheochaetes maculata
Pentheochaetes maculata es una especie de escarabajo longicornio del género Pentheochaetes, tribu Acanthocinini, subfamilia Lamiinae. Fue descrita científicamente por Gilmour en 1957.
El período de vuelo ocurre durante los meses de octubre, noviembre y diciembre.

## Descripción
Mide 6,5-8,7 milímetros de longitud.

## Distribución
Se distribuye por Argentina y Brasil.